# Jerzy Nawrocki (polityk)
Jerzy Nawrocki (ur. 20 grudnia 1926 w Trzcianie, zm. 28 kwietnia 1990 w Katowicach) – polski naukowiec, polityk komunistyczny, inżynier górnik, profesor. Poseł na Sejm PRL VI, VII, VIII i IX kadencji, minister nauki, szkolnictwa wyższego i techniki (1981–1982), członek Rady Państwa (1985–1989).

## Życiorys

### Kariera naukowa
W 1955 ukończył studia na Wydziale Mechanicznym Politechniki Śląskiej, od 1954 był jej pracownikiem, od 1969 dyrektorem Instytutu Przeróbki Kopalin tej uczelni z tytułem profesora nadzwyczajnego, od 1978 – prof. zwyczajnego nauk technicznych. W latach 1970–1974 był jej prorektorem, a w latach 1974–1981 rektorem. W 1979 został członkiem korespondentem Polskiej Akademii Nauk.
Jako naukowiec zajmował się przeróbką kopalin stałych, był twórcą nowych technologii w przeróbce kopalin, projektował i konstruował nowoczesne maszyny i urządzenia przeróbcze. Autor lub współautor ponad 200 prac naukowych, publikowanych w periodykach polskich i zagranicznych. Był doktorem honoris causa Instytutu Elektrotechnicznego w Nowosybirsku.

### Działalność polityczna
Od lipca 1981 do grudnia 1981 był ministrem nauki, szkolnictwa wyższego i techniki (następnie w jego zastępstwie Mieczysław Kazimierczuk kierował resortem do dnia 26 stycznia 1982, kiedy to uchwałą Sejmu PRL został odwołany ze stanowiska ministra). W latach 1985–1989 był członkiem Rady Państwa.
W 1944 należał do Związku Walki Młodych. Od 1952 był członkiem Polskiej Zjednoczonej Partii Robotniczej. Od 1968 do 1972 był członkiem Komitetu Uczelnianego PZPR na Politechnice Śląskiej. Z ramienia tej partii był w latach 1972–1989 posłem na Sejm PRL VI, VII, VIII i IX kadencji, wybieranym każdorazowo w okręgu Gliwice. W latach 1974–1981 przewodniczący Komisji Nauki i Postępu Technicznego w Sejmie VI, VII i VIII kadencji. W VIII kadencji był także członkiem Komisji Nadzwyczajnej do rozpatrzenia projektu ustawy o Radach Narodowych i Samorządzie Terytorialnym i Komisji Górnictwa, Energetyki i Wykorzystania Zasobów Naturalnych. W IX kadencji zasiadał w Komisji Edukacji Narodowej i Młodzieży, Komisji Górnictwa i Energetyki, Komisji Nauki i Postępu Technicznego, Komisji Nadzwyczajnej do rozpatrzenia projektów ustaw związanych z realizacją drugiego etapu reformy gospodarczej i Komisji Nadzwyczajnej do rozpatrzenia projektu ustawy o zmianie Konstytucji Polskiej Rzeczypospolitej Ludowej.

## Ordery i odznaczenia
- Krzyż Komandorski Orderu Odrodzenia Polski
- Krzyż Kawalerski Orderu Odrodzenia Polski
- Złoty Krzyż Zasługi
- Medal 40-lecia Polski Ludowej
- Medal 30-lecia Polski Ludowej
- Medal Komisji Edukacji Narodowej
- Złoty Medal „Za Zasługi dla Obronności Kraju”
- Odznaka tytułu honorowego „Zasłużony Nauczyciel PRL”
- Złota Odznaka ZNP (1975)[4]
- Odznaka tytułu honorowego „Zasłużony Górnik Polskiej Rzeczypospolitej Ludowej”
- Złota honorowa odznaka Trybuny Robotniczej (1979)[5]